# Азиатские кошачьи акулы (род)
Азиатские кошачьи акулы, или акулы-кошки (лат. Chiloscyllium) — род акул одноимённого семейства отряда воббегонгообразных. Эти акулы обитают в Индо-Тихоокеанской области. Название семейства происходит от слов др.-греч. χείλος — «губа» и греч. Σκύλλα — «акула».

## Описание
У азиатских кошачьих акул цилиндрическое или слегка сжатое тело без выступов по бокам. Голова лишена латеральных складок кожи. Рыло удлинённое, предротовое расстояние составляет 3 % от длины тела. Глаза расположены дорсолатерально. Вокруг глаз имеются приподнятые гребни. Подвижное верхнее веко и окологлазничные впадины отсутствуют. Позади глаз имеются крупные брызгальца. Жаберные щели маленькие, пятая жаберная щель перекрывает четвёртую. Ноздри расположены на кончике рыла и обрамлены удлинёнными усиками, длина которых не превышает 1,3 % длины тела. Внешний край назальных выходных отверстий окружён складками и складками и бороздками. Маленький почти поперечный рот расположен ближе к глазам, чем к кончику рыла. Нижние губные складки обычно соединяются с подбородком посредством кожных складок. Преджаберное расстояние составляет свыше 13,3 % длины тела. Нижние и верхние зубы не имеют чёткий различий, оснащены центральным остриём и несколькими латеральными зубчиками. Расстояние от анального отверстия до анального плавника составляет менее 38 % длины тела. Грудные и брюшные плавники сравнительно тонкие и не сильно обмускулены. Спинные плавники примерно одинакового размера. Шипы у их оснований отсутствуют. Основание первого спинного плавника расположено позади основания брюшных плавников. Анальный плавник меньше второго спинного плавника. Его основание расположено позади основания второго спинного плавника. У анального плавника широкое основание. Хвостовой плавник асимметричный, верхняя лопасть не возвышается над апексом туловища, у её края имеется вентральная выемка. Нижняя лопасть неразвита. Латеральные кили и прекаудальная ямка на хвостовом стебле отсутствуют. Общее число позвонков 135—180. Чёрный капюшон на голове и крупные пятна на туловище над грудными плавниками отсутствуют.

## Систематика
- Chiloscyllium arabicum Gubanov, 1980 — Персидская кошачья акула
- Chiloscyllium burmensis Dingerkus & DeFino, 1983
- Chiloscyllium caerulopunctatum Pellegrin, 1914 — Мадагаскарская кошачья акула
- Chiloscyllium griseum Müller & Henle, 1838 — Серая кошачья акула
- Chiloscyllium hasseltii Bleeker, 1852
- Chiloscyllium indicum (Gmelin, 1789) — Азиатская кошачья акула, или индийская кошачья акула
- Chiloscyllium plagiosum (Bennett, 1830) — Белопятнистая кошачья акула
- Chiloscyllium punctatum Müller & Henle, 1838 — Коричневополосая кошачья акула